# ラポート
ラポート株式会社は、かつて存在した日本の企業。代表は海野榮一。通信販売や直営店舗によるアニメ・ゲーム関係のグッズの販売と、雑誌やコミック・アンソロジーなどの出版を業務としていた。2003年に倒産、廃業した。

## 概要
設立当初はイベント企画会社で、デパートの屋上などでの催事運営が本業だった。
「夏休み昆虫大会」などの催し物で標本やカブトムシの販売などを行っていたが、たまたま開催した「テレビまんが展」が成功を収めたことにより、いわゆるアニメグッズの製造販売を行うようになった。昭和50年代のアニメブームの追い風にのり、催事開催時以外のアニメグッズを供給するために通販事業を開始し、さらに新宿に直営のアニメグッズ専門店「アニメック」を開設するなど、事業を拡大していった。
アニメグッズの製造販売は当初、無店舗の通信販売だったが、在庫管理や催事販売の都合から倉庫兼用の常設店舗の必要性を感じ新宿の雑居ビルにフロアを借りた。やがて事業拡大に伴い、新宿御苑前に自社ビル「ラポートピアビル」を1981年5月に建設し、直営のアニメグッズ専門店「アニメック」や出版事業部を収容し運営していた。「ラポートピアビル」の定礎の文字は、のちの首相小渕恵三によるものである。これは代表の海野が小渕の秘書だったことがあり、交友関係があったためである。
やがて催事開催時に配布していたカタログビラ『アニメック通信』の製作を、品切れ情報などを迅速に処理するために内製化、その際に出版部を設置。アニメ雑誌『アニメック』や投稿雑誌『ファンロード』を創刊、その他アニメやゲーム、漫画に関連する書籍を発行し、主力を移すことになる。
2003年10月5日に業務を停止、事実上倒産・解散することとなった。ただ、自社ビル「ラポートピアビル」は2014年に解体されるまでその名前が残されていた。
通信販売の「アニメック」は運営元がアクシイズに変わって営業していたが、2007年12月末をもって新規受注を停止した。
また、『ファンロード』は2003年10月号で一時休刊となった。
かつてラポートの営業部長だった高橋豊が社長を務めたアニメイトが池袋を拠点としており、両社の対比から『新宿・池袋アニメ村戦争』とも呼ばれた。

## 過去に存在した店舗
1982年当時のアニメックは以下の通り。直営店のほか、フランチャイズ店舗も含む。
- 東京本店 - 新宿区新宿
- 札幌店 - 札幌旭屋書店内
- 函館店 - イトーヨーカドー函館店2階 笹川秀文堂書店内
- 静岡店 - 七間町
- 長野店 - 高橋書店内
- 名古屋店 - 三洋堂書店いりなか店3階
- 大阪店 - ミヤコ心斎橋店内
- 富山店 - 精分堂書店西町店2階
- 徳島店 - 南海ショピングプラザ4階 南海ブックス内
- 広島店 - 的場名画座4階
- 福岡店 - ダイエーショッパーズ7階
- 長崎店 - 好文堂書店内
- 鹿児島店 - 金海堂書店1階

## 提供番組
- 週刊ラジオアニメック
- ラジオアニメック・決定!アニメ最前線
- mamiのRADIかるコミュニケーション
- 蒼き流星SPTレイズナー（関東のみ）